# Bruton
Bruton è un paese di 2 945 abitanti del Somerset, in Inghilterra. Il fiume Brue divide Bruton in due parti ed è conosciuta d'essere inondato. Ci sono tre licei nella città, si chiamano Sexey's School, Bruton School for Girls e King's Bruton. Ci sono anche due scuole primarie.